# Trophée de France 1908
Navigation
Trophée de France 1907 Trophée de France 1909
Le Trophée de France 1908 est la 2e édition du Trophée de France, une compétition de football de fin de saison organisée par le Comité français interfédéral entre les champions de chaque fédération qui le compose.
La compétition est remportée par le Patronage Olier, champion de la Fédération gymnastique et sportive des patronages de France, qui bat en finale le SM Puteaux, champion de la Fédération cycliste et athlétique de France.

## Participants
Le Patronage Olier est choisi comme représentant de la Fédération gymnastique et sportive des patronages de France (FGSPF) en tant que champion de Paris. Une semaine après son entrée dans la compétition, le Patronage Olier devient effectivement champion de France des patronages en battant les Cadets de Bretagne par huit buts à zéro.
| Club                          | Ville    | Fédération                                                                          |
| ----------------------------- | -------- | ----------------------------------------------------------------------------------- |
| Société municipale de Puteaux | Puteaux  | Fédération cycliste et athlétique de France (FCAF)                                  |
| Patronage Olier               | Paris    | Fédération gymnastique et sportive des patronages de France (FGSPF)                 |
| SA Montrepos                  | Bordeaux | Fédération athlétique du Sud-Ouest (FASO) et Fédération athlétique d'amateurs (FAA) |

## Compétition

### Demi-finale
La demi-finale a lieu le lundi 20 avril 1908.
| Demi-finale         | Patronage Olier | 12 – 2 | SA Montrepos |          |          |
| Lundi 20 avril 1908 |                 |        |              | Bordeaux | Bordeaux |

### Finale
La finale lieu le dimanche 3 mai 1908 entre le Patronage Olier et le SM Puteaux. Le match ne va pas à son terme, le terrain étant envahie par les spectateurs alors que le Patronage Olier mène déjà par trois buts à zéro après moins d'une demi-heure de jeu. Le score est considéré comme tel.
| Finale              | Patronage Olier | 3 – 0   | SM Puteaux |              |              |
| Dimanche 3 mai 1908 | Carlier 7e · Bienvenu 9e · Maës 22e                                                                                                |         | | Livry-Gargan | Livry-Gargan |
| Dimanche 3 mai 1908 | G. Laplace - J. Bastien, E. Tossier - E. Vuillemot, H. Guerre, J. Maillard - E. Wurslin, A. Bienvenu, Maës, E. Laplace, J. Carlier | Équipes | Gouillard - Fouquet, Médecin - A. Bach, Soulas, G. Moreau - Brétille, Duhamel, V. Koppus, Delattre, A. Moreau | Livry-Gargan | Livry-Gargan |